# Jan Novák (escritor)
Jan Novák (Kolín, Checoslovaquia, 4 de abril de 1953) es un novelista, dramaturgo y guionista de nacionalidad checo-estadounidense.
Escribe tanto en checo como en inglés, frecuentemente traduciendo sus propios trabajos.

## Biografía
La familia de Jan Novák abandonó Checoslovaquia en 1969, después de descubrirse que su padre había malversado fondos. 
Escaparon a un campo de refugiados en Austria y, tras contactar con la amplia comunidad checa residente en Chicago (Estados Unidos), pudieron a emigrar a Cicero, Illinois.
Tras acabar el bachillerato, cursó estudios en el Shimer College para posteriormente graduarse en la Universidad de Chicago.
Actualmente vive en Praga pero frecuentemente regresa a Estados Unidos.

## Obra
Jan Novák realizó su debut literario en el exilio con Striptease Chicago (1983), compendio de relatos cortos.
En su posterior Milionový jeep (1985), novela parcialmente autobiográfica, el protagonista —como en el caso del padre de Novák— malversa fondos con el propósito de emigrar. Esta obra fue galardonada con el premio Carl Sandburg.
Asimismo, el libro Samet a pára (1992) aborda la experiencia de un emigrado que retorna a su Checoslovaquia natal durante la revolución de terciopelo.
Novák recibió de nuevo el premio Carl Sandburg por Komouši, grázlové, cikáni, fízlové & básníci (1997), libro que recoge las experiencias del autor y su familia durante un año que vivieron en Checoslovaquia a principios de los 90.
Su obra más significativa es la versión novelada de la controvertida historia de los hermanos Mašín —que se opusieron con las armas al régimen comunista de Checoslovaquia en los años 50—, que lleva por título Zatím dobrý (2004).
Sobre este libro Marta Ljubková ha apuntado que «la forma en la que Novák construye su novela épica es muy hábil y atractiva -la tensión aumenta con el uso de oraciones simples, una tras otra, hay fragmentos que son casi puro diálogo... tiene un estilo narrativo rápido».
Este libro recibió el premio Magnesia Litera en 2005.
Su novela Deda (en español «Abuelo», 2007) relata la historia de una familia que pierde su granja después del golpe de Estado de febrero de 1948. El nieto narra la vida de su abuelo, quien, tras un fallido intento de resistencia, acaba convirtiéndose en empleado en su propia explotación, si bien nunca logra adaptarse al nuevo estado de cosas. La obra fue distinguida con el premio Josef Škvorecký.
El relato Aljaška así como la novela Hic a kosa v Chicagu (ambas de 2011) están ambientadas en la ciudad de Chicago y tienen que ver con las experiencias del autor como emigrante.
Novák también ha escrito guiones de cine, destacando el del filme Valmont de Milos Forman.
También redactó el guion de la película Báječná léta pod psa de Vladimír Michálek, basado en la novela homónima de Michal Viewegh y trabajó con David Ondříček en la película Šeptej.
También ha traducido varias de las obras de Vaclav Havel a la lengua inglesa.

## Obras

### Prosa
- Striptease Chicago (1983)
- Miliónový jeep (1985)
- Strýček Josef (1991)
- Samet a pára (1992)
- Komouši, grázlové, cikáni, fízlové a básníci (1997)
- Cowboyův sen: Hra Demiurgova (1999)
- Zatím dobrý (2004)
- Děda (2007)
- Za vodou (2009)
- Aljaška (2011)
- Hic a kosa v Chicagu  (2011)
- Život mimo kategorie (2015)